# Marcel Różanka
Marcel Różanka (ur. 1 lutego 1971 w Piekarach Śląskich) – polski piłkarz, bramkarz, perkusista, kompozytor. Inicjator powstania śląskiego zespołu muzycznego Oberschlesien. Wystąpił razem z zespołem w IV edycji programu Must Be the Music. Tylko muzyka.